# Boston Red Sox
Boston Red Sox is een Amerikaanse honkbalclub uit Boston, Massachusetts. De club werd opgericht in 1901 en heette toen nog Boston Americans (tot en met 1907). Het team won de eerste World Series in 1903.
De Red Sox spelen hun wedstrijden in de Major League. De club komt uit in de Eastern Division van de American League. Het stadion van de Boston Red Sox is Fenway Park dat op 20 april 1912 werd geopend. De Boston Red Sox wonnen negen keer de World Series: in 1903, 1912, 1915, 1916, 1918, 2004, 2007, 2013 en 2018. De huidige manager van de Red Sox is Alex Cora. De New York Yankees zijn de aartsrivalen van de Boston Red Sox.
Sinds 2009 speelt Xander Bogaerts voor de Red Sox. Op 19 augustus 2013 werd hij door de Red Sox van de Pawtucket Red Sox naar de MLB ploeg gepromoveerd. Op 24 augustus behaalde hij zijn eerste honkslag van zijn carrière in Dodger Stadium tegen de Los Angeles Dodgers, en op 7 september sloeg hij zijn eerste MLB homerun in Yankee Stadium tegen de New York Yankees. In oktober 2013 wonnen de Red Sox met Xander Bogaerts de World Series van St. Louis Cardinals. In het verleden heeft er nog een Nederlander voor de Red Sox gespeeld, namelijk Win Remmerswaal (1979 - 1980). Remmerswaal was een getalenteerd pitcher met een breed arsenaal aan worpen. Hij was de eerste in Nederland opgeleide honkballer die in de Major League speelde.

## Red Sox Hall Of Famers
Van 1901 t/m 1907 als Boston Americans, en van 1908 t/m heden als Boston Red Sox.

Tussen haakjes: jaren actief bij de club.
| Speler - Luis Aparicio (1971 - 1973) - Wade Boggs (1982 - 1992) - Lou Boudreau (1951 - 1952) - Jesse Burkett (1905) - Orlando Cepeda (1973) - Jack Chesbro (1909) - Jimmy Collins (1901 - 1907 als speler / manager) - Joe Cronin (1935 - 1945 als speler / manager) - Andre Dawson (1993 - 1994) - Bobby Doerr (1937 - 1944, 1946 - 1951) - Dennis Eckersley (1978 - 1984, 1998) - Rick Ferrell (1934 - 1937) - Carlton Fisk (1969, 1971 - 1980) - Jimmie Foxx (1936 - 1942) - Lefty Grove (1934 - 1941) | - Rickey Henderson (2002) - Harry Hooper (1909 - 1920) - Waite Hoyt (1919 - 1920) - Ferguson Jenkins (1976 - 1977) - George Kell (1952 - 1954) - Heinie Manush (1936) - Juan Marichal (1974) - Pedro Martínez (1998 - 2004) - Herb Pennock (1915 - 1922) - Tony Pérez (1980 - 1982) - Jim Rice (1974 - 1989) - Red Ruffing (1924 - 1930) - Babe Ruth (1914 - 1919) - Tom Seaver (1986) - Al Simmons (1943) - John Smoltz (2009) - Tris Speaker (1907 - 1915) - Dick Williams (1963 - 1964) | - Ted Williams (1939 - 1942, 1946 - 1960) - Carl Yastrzemski (1961 - 1983) - Cy Young (1901 - 1908) Manager - Ed Barrow (1918 - 1920) - Lou Boudreau (1952 - 1954) - Frank Chance (1923) - Jimmy Collins (1901 - 1906) - Joe Cronin (1935 - 1947) - Hugh Duffy (1921 - 1922) - Bucky Harris (1934) - Billy Herman (1964 - 1966) - Joe McCarthy (1948 - 1950) - Cy Young (1907) |

## Overige bekende oud Red Sox spelers
| - Roger Clemens (1984 - 1996) - Tony Conigliaro (1964 - 1967, 1969 - 1970, 1975) - Johnny Damon (2002 - 2005) - Jacoby Ellsbury (2007 - 2013) - Jon Lester (2006 - 2014) | - Derek Lowe (1997 - 2004) - Mike Lowell (2006 - 2010) - Trot Nixon (1996, 1998 - 2006) - David Ortiz (2003 - 2016) - Johnny Pesky (1942, 1946 - 1952) | - Manny Ramírez (2001 - 2008) - Curt Schilling (2004 - 2007) - Jason Varitek (1997 - 2011) - Tim Wakefield (1995 - 2011) - Kevin Youkilis (2004 - 2012) |

## Contact

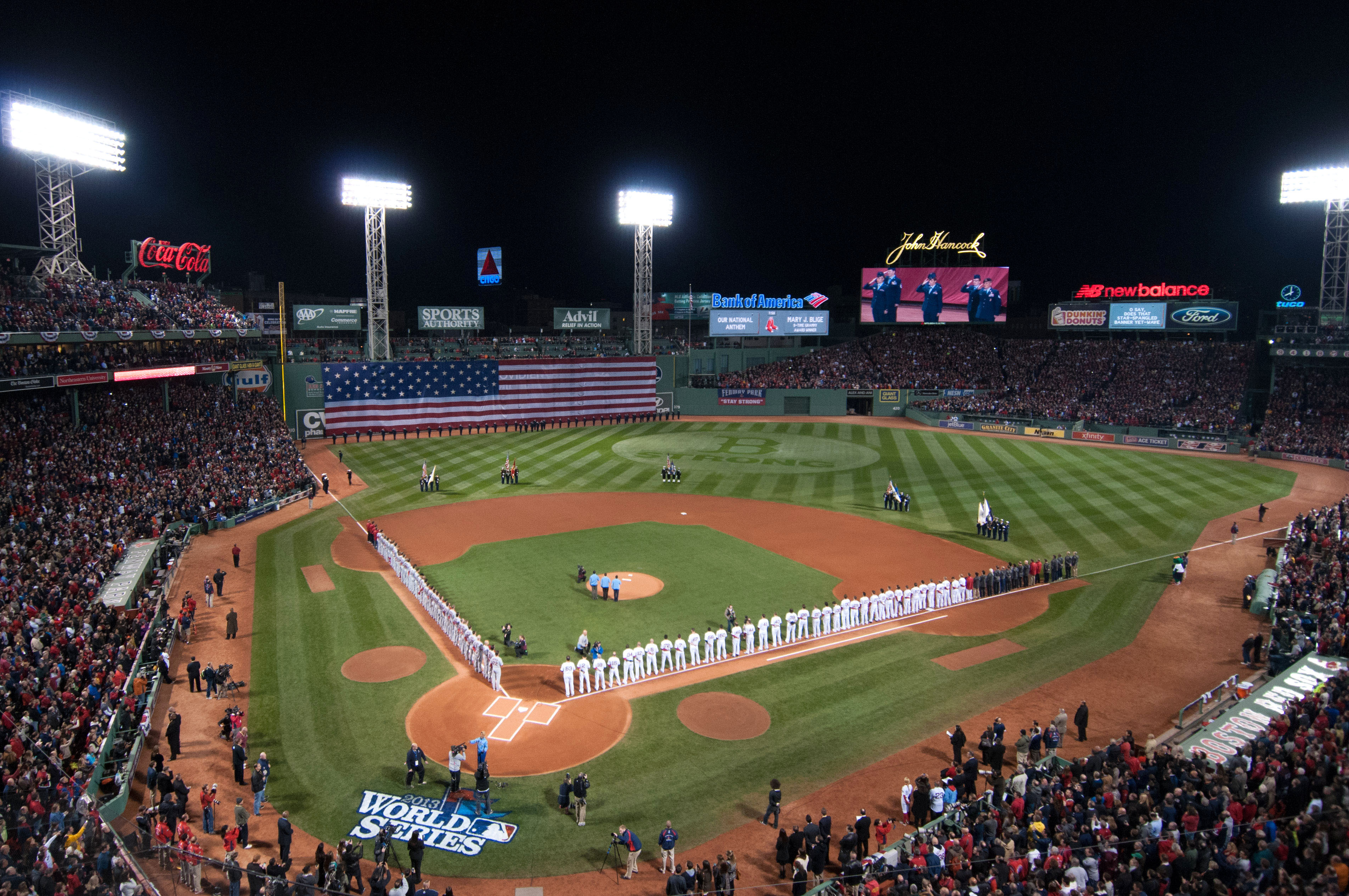
Fenway Park tijdens de World Series van 2013

- Boston Red Sox, Fenway Park, 4 Yawkey Way, Boston, MA 02215 (U.S.A.)

## Front Office
- Owner(s): Fenway Sports Group / Principal Owner: John W. Henry
- Chairman: Thomas C. Werner
- President & C.E.O.: Sam Kennedy
- Chief Baseball Officer (President of Baseball Operations): Chaim Bloom
- General Manager: Brian O’Halloran
- Manager: Alex Cora
- Special Assistant(s): Pedro Martínez, David Ortiz, Tim Wakefield
- President & C.E.O. Emeritus: Larry Lucchino

## Erelijst
Van 1901 t/m 1907 als Boston Americans, en van 1908 t/m heden als Boston Red Sox.
- Winnaar World Series (9×): 1903, 1912, 1915, 1916, 1918, 2004, 2007, 2013, 2018
- Runners-up World Series (4×): 1946, 1967, 1975, 1986
- Winnaar American League (14×): 1903, 1904, 1912, 1915, 1916, 1918, 1946, 1967, 1975, 1986, 2004, 2007, 2013, 2018
- Winnaar American League East (10×): 1975, 1986, 1988, 1990, 1995, 2007, 2013, 2016, 2017, 2018
- Winnaar American League Wild Card (van 1994 t/m heden) (8×): 1998, 1999, 2003, 2004, 2005, 2008, 2009, 2021
- American League Wild Card Game (van 2012 t/m 2019 en 2021) (1×): 2021

## Actuele 40-Man Roster

Cap Logo

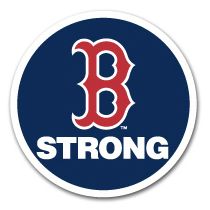
Logo naar aanleiding van bomaanslag tijdens de Boston Marathon op 15 april 2013

✚ Inactive roster | ✚✚ 10 or 60-day disabled list

Per 21 oktober 2018
| Pitchers - 32 Matt Barnes - 70 Ryan Brasier - 67 William Cuevas ✚ - 17 Nathan Eovaldi - 65 Justin Haley ✚ - 37 Heath Hembree - 61 Brian Johnson ✚ - 46 Craig Kimbrel - 62 Austin Maddox ✚✚ - 31 Drew Pomeranz ✚ - 22 Rick Porcello - 66 Bobby Poyner ✚ - 57 Eduardo Rodriguez - 41 Chris Sale - 63 Robby Scott ✚ - 67 Chandler Shepherd ✚ - 39 Carson Smith ✚✚ - 47 Tyler Thornburg ✚ - 76 Hector Velazquez ✚ - 64 Marcus Walden ✚ - 44 Brandon Workman - 35 Steven Wright ✚✚ | Catchers - 03 Sandy Leon - 23 Blake Swihart - 07 Christian Vazquez Infielders - 02 Xander Bogaerts - 11 Rafael Devers - 40 Marco Hernandez ✚✚ - 12 Brock Holt - 05 Ian Kinsler - 30 Tzu-Wei Lin ✚ - 18 Mitch Moreland - 36 Eduardo Nunez - 25 Steve Pearce - 15 Dustin Pedroia - 00 Brandon Phillips - 38 Tony Renda ✚ - 59 Sam Travis ✚ Outfielders - 16 Andrew Benintendi - 19 Jackie Bradley Jr. - 28 J.D. Martinez | Manager - 20 Alex Cora Coaches - 10 Ron Roenicke (Bench Coach) - 51 Tim Hyers (Hitting Coach) - 58 Andy Barkett (Assistant Hitting Coach) - 60 Dana LeVangie (Pitching Coach) - 86 Brian Bannister (Assistant Pitching Coach / Pitching Development, Vice President) - 82 Tom Goodwin (First Base Coach) - 52 Carlos Febles (Third Base Coach) - 53 Craig Bjornson (Bullpen Coach) - 88 Mani Martinez (Bullpen Catcher) - 87 Mike Brenly (Bullpen Catcher) - 84 Ramon Vazquez (Coach) |